# ISO 3166-2:IO
ISO 3166-2:IOはISOの3166-2規格のうち、IOで始まるものである。イギリス領インド洋地域の行政区分コードを意味する。イギリス領インド洋地域はISO 3166-1(ISO 3166-1 alpha-2)で、IOを国コードとして割り振られている。小島嶼地域であり、ISO 3166-2:IOに対応する行政区分コードの割り当てはない。